# Incantesimo (soap opera)
Incantesimo è una soap opera italiana trasmessa in prima visione dal 1998 al 2008 sulle reti Rai. Composta da dieci stagioni, è ambientata nella fittizia "Clinica Life" di Roma e racconta le vicende dei medici, infermieri e avvocati che in essa lavorano. Dalla prima all'ottava stagione è una soap opera di prima serata, con puntate settimanali prive di titolo. Nella nona e nella decima stagione è una classica soap opera da day-time, con puntate quotidiane anch'esse prive di titolo.
Maria Venturi è l'ideatrice della soap, oltre che scrittrice del soggetto di serie dalla prima stagione fino alla settima. Le musiche sono create da Guido e Maurizio De Angelis. L'interprete della sigla è la cantante Alma Manera.

## Produzione
La prima stagione di "Incantesimo" andò in onda su Rai 2 nell'estate 1998; delle 26 puntate previste ne vennero prodotte solo 10 da 100' l’una, dirette dal regista Gianni Lepre. Concepita senza particolari ambizioni come programma alternativo rivolto al pubblico non interessato ai mondiali di calcio 1998, la fiction ebbe però un immediato e inaspettato successo, con un ascolto medio intorno ai 4 milioni di telespettatori.
La protagonista della prima stagione è Barbara Nardi, chirurgo estetico di una nota clinica di Roma, la Life. Il filo principale della stagione gira intorno al suo matrimonio sfortunato con l'ambizioso e squattrinato avvocato Roberto Ansaldi (interpretato da Giovanni Guidelli), l'amore proibito che nasce fra lei e l'imprenditore tedesco Thomas Berger e le vicende che girano intorno alla sua famiglia.
Il buon successo dell’esordio diede luogo alla realizzazione di un secondo ciclo composto da 16 puntate da 100' dirette da Alessandro Cane con l'aiuto di Tomaso Sherman, rendendo la fiction un appuntamento fisso di Rai 2 per la stagione televisiva 1999-2000. La sceneggiatura della seconda stagione (che era di fatto la seconda parte della prima stagione) è notevolmente più drammatica considerando anche il contorno musicale dei fratelli De Angelis, presente in quasi tutte le scene, con un clima assai teso in ogni puntata, aspetto piuttosto raro negli sceneggiati Rai di stampo sentimentale fino a quel punto. Gli ascolti aumentarono ancora di più, arrivando ai 6,5 milioni di telespettatori a puntata. La seconda stagione, a differenza dalla prima, si è conclusa con un lieto fine, unendo Barbara e Thomas dopo un lungo filo di tormenti.
Visti gli alti ascolti, la Rai e i produttori decisero di continuare la serie girando una terza stagione di 26 puntate, sempre da 100', nella quale furono effettuati alcuni cambiamenti fondamentali, primo fra tutti il cambio dei protagonisti. I nuovi volti principali sono Alessio Boni nel ruolo del chirurgo Marco Oberon, il quale prende il posto di Barbara Nardi (partita per la Germania con Thomas Berger) in Clinica Life e Valentina Chico nel ruolo di Caterina Masi, una misteriosa studentessa di medicina, con gravissimi problemi personali, in cerca di lavoro come infermiera. Nonostante questo rischio e l'uscita dei protagonisti storici delle prime due stagioni, Incantesimo 3 ebbe un successo talmente grande che la TV di Stato decise di spostare la messa in onda del secondo ciclo di puntate della stagione su Rai 1, arrivando così ai picchi d'ascolto intorno agli 8 milioni di telespettatori. 
Ormai usando la formula dimostratasi vincente, viene prodotta anche la quarta stagione con protagonisti Vanessa Gravina e Giorgio Borghetti, la quale riscuote l'ennesimo successo, con ascolti intorno ai 7 milioni di telespettatori. 
Nella quinta stagione, andata in onda sempre su Rai 1, entrano in scena Lorenzo Flaherty, nel ruolo dell'avvocato Andrea Bini, e Barbara Livi nel ruolo del cardiochirurgo Martina Morante. È la prima volta che i protagonisti della storia si conoscono già e il solito passato oscuro questa volta riguarda entrambi.
La sesta stagione di Incantesimo, con protagonisti Lorenzo Ciompi ed Antonia Liskova, è stata l'ultima ad usare la sigla originale e ad avere la classica regia "movimentata". Con il secondo ciclo di puntate di quella stagione, Incantesimo è tornato su Rai 2, però nonostante questo è stato comunque seguito da una media di 5 milioni di telespettatori.
A partire dalla prima puntata della settima stagione la serie è cambiata notevolmente. La sigla iniziale, così come una parte rilevante delle musiche usate nelle scene, sono state cambiate. I toni così come i risvolti si sono avvicinati quasi al massimo allo sfondo soap. La nuova coppia di protagonisti vi è composta da Walter Nudo nel ruolo del dottor Antonio Corradi e Samuela Sardo nel ruolo dell'infermiera Giulia Donati (che ricalcano molto gli ex protagonisti della terza stagione Alessio Boni e Valentina Chico). Il pubblico rimase fedele rassicurando così una media di circa 4 milioni di telespettatori durante l'intera stagione. Incantesimo 7 è stata la più lunga delle stagioni in formato fiction di prima serata con 30 puntate da 100' minuti ciascuna.
Nell'ottava stagione, la nuova sceneggiatrice Carlotta Ercolino decise di mettere nuovi elementi nelle storie, uscendo fuori dai soliti risvolti. Walter Nudo e Samuela Sardo rimasero i protagonisti ai quali però venne aggiunto un terzo volto - quello di Carlotta Miti nel ruolo della ginecologa Sara Segre, la quale avrà una storia d'amore con Antonio Corradi. Durante la stagione gli ascolti calano, con una media di circa 2 milioni e mezzo di telespettatori nel corso dell'ultimo ciclo. Nel finale dell'ultima puntata, per la prima volta, il protagonista maschile Antonio Corradi (Walter Nudo) viene colpito da un colpo di pistola (non capendo se l'uomo muore o no) e l'ultima inquadratura è quella di Giulia Donati in lacrime, e nella nona stagione si scoprirà che Antonio é morto. 
A partire dalla nona stagione, Incantesimo diventa una soap opera vera e propria e torna su Rai 1 nella fascia pomeridiana. La sceneggiatura è ancora una volta di Carlotta Ercolino e si alternano alla regia Cristiano Celeste, Bruno De Paola, Marco Foti, Liliana Ginanneschi, Francesco Pavolini, Italo Pesce Delfino, Stefano Sollima e Raffaele Verzillo. I protagonisti della nona stagione sono Massimo Bulla nel ruolo di Davide Curti, Giorgia Bongianni nel ruolo di Elena, e Alessio Di Clemente che interpreta il ruolo di Alberto Curti, fratello di Davide e marito di Elena. Questa stagione vede l'uscita di scena di due veterani di Incantesimo, ossia della coppia Diego Olivares e Giovanna Medici, interpretati rispettivamente da Giuseppe Pambieri e Paola Pitagora. Nonostante il cambiamento di fascia oraria e la ben nota e consolidata concorrenza della soap opera CentoVetrine, gli ascolti di questa stagione si aggirano attorno ai 2 milioni di telespettatori, buoni per confermare la produzione di una successiva stagione.
Nella decima e ultima stagione viene dato ampio spazio ad Alberto Curti che, dopo la separazione e la successiva morte della moglie Elena, intreccia una relazione con la misteriosa dottoressa Rossella Natoli, interpretata da Sonia Aquino. Tale stagione inoltre vede il ritorno nel cast di Marco Quaglia, nel ruolo di Massimo Nardi. Gli ascolti di questa stagione non sono lusinghieri e infatti la Rai decise di sospendere la produzione: il finale resta infatti aperto, con il "cattivo" Cesare Gomez che riesce a prendere il controllo della clinica Life.
Nel corso delle sue puntate, soprattutto nelle prime sei stagioni, oltre alle storie d'amore e gli intrighi, Incantesimo affronta anche vari temi sociali e di cronaca, come la tossicodipendenza, la violenza sulle donne (tra cui anche il femminicidio), l'immigrazione, l'omosessualità, la burocrazia.
Durante l'estate del 2000 le prime due stagioni e le prime 8 puntate della terza vengono riproposti in replica su Rai 1 nel pomeriggio. Ogni puntata in prime time viene suddivisa in due episodi da 50' minuti. Questa suddivisione viene sempre mantenuta in tutte le repliche che negli anni successivi sono trasmesse su Rai Premium.

## Personaggi e interpreti

### Coppie protagoniste
Con cadenza quasi sempre annuale, in Incantesimo si sono susseguite una serie di coppie protagoniste:
- Prima e seconda stagione:
  - Barbara Nardi, interpretata da Agnese Nano
  - Thomas Berger, interpretato da Vanni Corbellini
- Terza stagione:
  - Caterina Masi, interpretata da Valentina Chico
  - Marco Oberon, interpretato da Alessio Boni
- Quarta stagione:
  - Paola Dupré/Meg Ajello, interpretata da Vanessa Gravina
  - Michele Massa, interpretato da Giorgio Borghetti
- Quinta stagione:
  - Martina Morante, interpretata da Barbara Livi
  - Andrea Bini, interpretato da Lorenzo Flaherty
- Sesta stagione:
  - Laura Gellini, interpretata da Antonia Liskova
  - Luca Biagi, interpretato da Lorenzo Ciompi
- Settima e ottava stagione:
  - Giulia Donati, interpretata da Samuela Sardo
  - Antonio Corradi, interpretato da Walter Nudo
- Nona stagione:
  - Elena Curti, interpretata da Giorgia Bongianni
  - Davide Curti, interpretato da Massimo Bulla
- Decima stagione:
  - Rossella Natoli/Roberta Ruggeri, interpretata da Sonia Aquino
  - Alberto Curti, interpretato da Alessio Di Clemente

Le vicende dei protagonisti si concludono dopo uno o al massimo due cicli per coppia, lasciando poi il posto alla coppia successiva. Da considerare che Caterina Masi, interpretata da Valentina Chico, è stata l'unica protagonista che appare da sola anche in altre stagioni (nella quarta lei si vede anche dopo l'uscita del cast precedente in quasi tutta la stagione e poi nella sesta ritorna ancora per alcune puntate).

### Altri personaggi principali

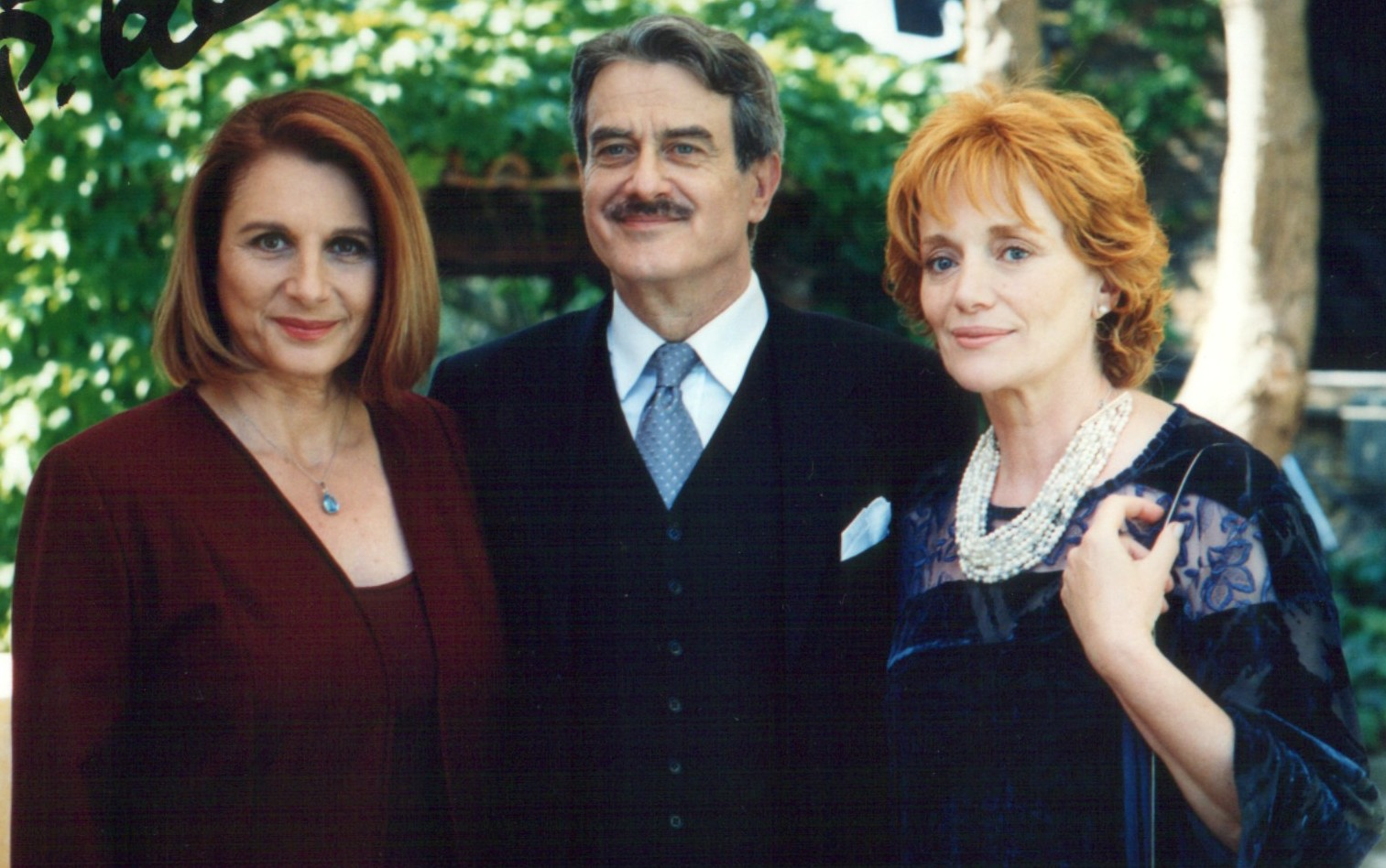
Paola Pitagora, Giuseppe Pambieri e Delia Boccardo sul set

Tra i personaggi più importanti spiccano Giovanna Medici, interpretata da Paola Pitagora dalla prima alla nona stagione, e Tilly Nardi, interpretata da Delia Boccardo, l'unica a comparire in tutti gli episodi della serie.
- Giovanna Medici (stagioni 1-9), interpretata da Paola Pitagora
- Tilly Nardi (stagioni 1-10), interpretata da Delia Boccardo
- Giuseppe Ansaldi (stagioni 1-8), interpretato da Paolo Malco
- Cristina Ansaldi (stagioni 1-2, 5, guest ultima puntata 7, 8), interpretata da Daniela Poggi
- Massimo Nardi (stagioni 1-5, 10), interpretato da Marco Quaglia
- Ludovico Renzi (stagioni 1-5), interpretato da Lorenzo Majnoni
- Teresa Gellini (stagioni 1-6), interpretata da Tiziana Bergamaschi
- Olga Sciarra (stagioni 1-10), interpretata da Patrizia La Fonte
- Carlo Angiò (stagioni 1-9), interpretato da Francesco Prando
- Diego Olivares (stagioni 2-9), interpretato da Giuseppe Pambieri
- Vera Medici (stagioni 2-4, 6), interpretata da Valentina Vicario
- Denise Nascimento (stagioni 3-8), interpretata da Linda Batista
- Emilio Duprè (stagioni 3-5), interpretato da Warner Bentivegna
- Nicola Freddi (stagioni 3-10), interpretato da Antonio Tallura
- Elsa Scotti (stagioni 3-10), interpretata da Luisa Marzotto
- Hans Rudolph (stagioni 4-6), interpretato da Ray Lovelock
- Oscar Sensi (stagioni 7-10), interpretato da Paolo Lanza

### Personaggi secondari
- Ivano Nardi (stagione 1), interpretato da Orso Maria Guerrini
- Roberto Ansaldi (stagioni 1-2), interpretato da Giovanni Guidelli
- Myriam Santi (stagioni 1-2), interpretata da Caterina Vertova
- Paolo Santi (stagioni 1-2), interpretato da Alfredo Pea
- Sonya Laris (stagioni 1-2), interpretata da Ramona Badescu
- Gianni Gorini (stagioni 1-2), interpretato da Arnaldo Ninchi
- Angela Berger (stagioni 1-2), interpretata da Angela Goodwin
- Luciana Galli (stagioni 1-2), interpretata da Nina Soldano
- Mario Grassi (stagioni 1-2), interpretato da Prospero Richelmy
- Liana Piccoli (stagioni 1-2, 7-8), interpretata da Giuliana Calandra
- Michele Bernini (stagione 2), interpretato da Stefano Davanzati
- Doris Berger (stagione 2), interpretata da Marina Giulia Cavalli
- Mirelle Gorini (stagione 2), interpretata da Martine Brochard
- Benni (stagione 2), interpretato da Vincenzo Diglio
- Jean-Pierre Gorini (stagioni 2-3), interpretato da Sebastiano Bianco
- Anna Danesi (stagioni 3 e 6), interpretata da Angiola Baggi
- Giulio De Biase (stagione 3), interpretato da Roberto Alpi
- Rita Oberon (stagione 3), interpretata da Helene Nardini
- Claudia Chiari (stagione 3), interpretata da Gea Lionello
- Cora Torrini (stagioni 3-4), interpretata da Alessandra Acciai
- Elisa De Marchis (stagioni 3-4), interpretata da Carmen Scarpitta
- Bruno Gentili (stagioni 3-5), interpretato da Gino Lavagetto
- Valeria Duprè (stagioni 3-5), interpretata da Laura Nardi
- Max Rudolph (stagione 4), interpretato da Kaspar Capparoni
- Carlo Giudici (stagione 4), interpretato da Emilio Bonucci
- Camilla Ruggieri (stagione 4), interpretata da Tiziana Sensi
- Vittorio Ajello (stagione 4), interpretato da Luigi Maria Burruano
- John Senesi (stagione 4), interpretato da Danilo Nigrelli
- Tony Giuliani (stagione 4), interpretato da Stefano Quatrosi
- Rosalba Nardi in Baroni (stagione 5), interpretata da Micaela Esdra
- Dori Baroni; Lara Baroni (stagione 5), interpretata da Elisabetta Pellini
- Franca Melli (stagione 5), interpretata da Anna Melato
- René Martin (stagione 5), interpretato da Vincenzo Bocciarelli
- Guido Morante (stagioni 5-6), interpretato da Giampiero Bianchi
- Giorgio Pardieri (stagioni 5-6), interpretato da Raffaele Buranelli
- Daria Pardieri (stagioni 5-7), interpretata da Valentina Tomada
- Giancarla Mainardi (stagione 5), interpretata da Fiorenza Marchegiani
- Diamante Ferrini (stagioni 5-6), interpretata da Selvaggia Quattrini
- Alberto Fusaro (stagioni 5-6), interpretato da Giuseppe Zeno
- Romano Forti (stagione 6), interpretato da Roberto Bisacco
- Gloria Forti (stagione 6), interpretata da Ines Nobili
- Amalia Forti (stagione 6), interpretata da Marzia Ubaldi
- Carla Ferrini (stagione 6, guest 7), interpretata da Stefania Casini
- Helmut Rudolph (stagione 6), interpretato da Roberto Zibetti
- Ernesto Longhi (stagione 6), interpretato da Nino Castelnuovo
- Marcus Du Maurier (stagione 6), interpretato da Roberto Accornero
- Alice Molinari (stagioni 6-8), interpretata da Emanuela Garuccio
- Luisa Donati (stagione 7), interpretata da Mirca Viola
- Mariella Loti in Corradi (stagione 7), interpretata da Giulietta Revel
- Stella Loti (stagione 7), interpretata da Laura Chiatti
- Manlio Gomarasca (stagione 7), interpretato da Tiberio Timperi
- Sergio Fanti (stagioni 7-8), interpretato da Fabio Fulco
- Liliana Donati (stagioni 7-8), interpretata da Ivana Monti
- Paolo Corradi (stagioni 7-8), interpretato da Duccio Giordano
- Renato Corradi (stagioni 7-8), interpretato da Giacomo Piperno
- Beatrice Ferri in Balli (stagioni 7-8), interpretata da Alessandra Monti
- Jean Meunier (stagioni 7-8), interpretato da Francois Montagut
- Cesare Gomez/Fabrizio Colli (stagioni 7-10), interpretato da Rodolfo Baldini
- Eleonora Loti (stagioni 7-8), interpretata da Erika Blanc
- Enrico Loti (stagioni 7-8), interpretato da Sandro Moretti
- Nicoletta Capirossi (stagioni 7-9), interpretata da Licia Nunez
- Edoardo De Nittis (stagioni 7-8), interpretato da Luigi Diberti
- Costanza De Nittis (stagioni 7-8), interpretata da Guia Jelo
- Soilo Jovack (stagioni 7-8), interpretato da Paolo Proietti
- Ludovica Segre (stagione 8), interpretata da Benedetta Massola
- Fabrizio Miani (stagione 8), interpretato da Fabrizio Contri
- Domenico Santi (stagione 8), interpretato da Ivan Bacchi
- Viola Dessì (stagioni 8-9), interpretata da Corinne Cléry
- Aldo Dessì (stagioni 8-10), interpretato da Paolo Romano
- Armando Olivares (stagione 7-8), interpretato da Alessandro Roja
- Adriano Gomez (stagione 8), interpretato da Marco Bocci
- Luciano Mauri (stagioni 9-10), interpretato da Paolo Ferrari
- Luca Mauri (stagioni 9-10), interpretato da Riccardo Sardonè
- Carolina Mauri (stagioni 9-10), interpretata da Mimosa Campironi
- Umberto Curti (stagioni 9-10), interpretato da Ivo Garrani
- Luigi De Paoli (stagioni 9-10), interpretato da Maximilian Nisi
- Jacopo Davì (stagioni 9-10), interpretato da Edoardo Sylos Labini
- Lorena Davì (stagioni 9-10), interpretata da Benedetta Buccellato
- Lorenzo Gomez (stagioni 9-10), interpretato da Salvio Simeoli
- Maya Solari (stagione 10), interpretata da Camilla Ferranti
- Matilde Sensi (stagione 10), interpretata da Rosanna Vaudetti

### Guest star
Nella seconda stagione si è visto l'esordio televisivo dell'attrice Micaela Ramazzotti, e nel corso delle varie stagioni ci sono state diverse guest star.
- Anita Laurenzi (stagione 1)
- Annamaria Malipiero (stagione 1)
- Michela Rocco di Torrepadula (stagione 1)
- Gerardo Amato (stagione 3)
- Guido Cerniglia (stagione 3)
- Chiara Conti (stagione 4)
- Luca Ward (stagione 4)
- Stefano Pesce (stagione 4)
- Osvaldo Ruggieri (stagione 4)
- Florinda Bolkan (stagione 5)
- Renato Mori (stagione 5)
- Francesco Siciliano (stagioni 5-6)
- Barbara Bouchet (stagione 6)
- Alberto Di Stasio (stagione 6)
- Massimo Di Cataldo (stagione 6)
- Francesca Rettondini (stagione 6)
- Mirco Petrini (stagione 6)
- Angiolina Quinterno (stagione 7)
- Marina Occhiena (stagione 7)
- Benedicta Boccoli (stagione 8)
- Nini Salerno (stagione 8)
- Miriana Trevisan (stagione 8)
- Gianni Nazzaro (stagione 9)
- Roberto Ciufoli (stagione 9)
- Francesco Arca (stagione 10)
- Cino Tortorella (stagione 10)

### Attori con più di un ruolo
Alcuni attori hanno partecipato più volte in diversi ruoli nel corso delle varie stagioni, tra cui Giacomo Piperno che si vede nella prima e nella terza stagione nei due ruoli minori, mentre poi nella settima ed ottava è uno dei protagonisti, nel ruolo di Renato Corradi, il padre del dottor Antonio Corradi. Un altro volto notevolmente riapparso è David Sef che nella quinta stagione interpreta Yusuf, un paziente che rischia di distruggere la carriera di Diego Olivares per colpa di Cristina Ansaldi, e poi nella nona stagione è Amir, il nuovo fidanzato di Sara Segre. Anche Toni Malco, che nella settima stagione interpretava il marito di una donna ricoverata alla Life, nella nona stagione lo ritroviamo nei panni di Ivan Manfredi, l'amico di Luciano Mauri. Danilo Nigrelli nella prima stagione interpreta un medico e poi nella quarta è John Senesi, il marito di Cora. Stefania Barca che nella prima stagione recita il ruolo della madre adottiva di Shoshi, un bambino albanese, e poi nelle ultime due stagioni è la dottoressa Vittoria Falco. Gianna Paola Scaffidi, che nella seconda stagione recita il ruolo della madre di Clelia, una ragazza ricoverata alla Life, mentre nella nona stagione è Rebecca, l'ex moglie di Luciano Mauri. Saverio Deodato Dionisio nella quarta e quinta stagione è uno dei rapitori di Valeria Dupré, mentre nella decima è Riccardo, uno specializzando della Life. Ettore Belmondo nella prima e nella seconda stagione è stato il marito di Luciana Galli, mentre nella nona stagione è l'avvocato che si occupa dell'affidamento dei figli di Alberto Curti. Mirta Pepe nella prima stagione ha interpretato il ruolo della madre di una paziente della Life, mentre nella nona stagione entra nel cast nel ruolo di Marisa, la domestica di casa Curti. Infine Vincenzo Alfieri, che nell'ottava stagione recita il ruolo del ragazzo di una paziente di Sara Segre, mentre nella nona e nella decima stagione è Dante Liuzzi, il ragazzo di Carolina Mauri.

## Puntate
La prima stagione, distribuita originariamente nel 1998, è composta da 10 puntate. La seconda stagione (1999-2000) è composta da 16 puntate. La terza stagione (2000-2001) è composta da 26 puntate.
La quarta stagione (2001), la quinta stagione (2002) e la sesta stagione (2003-2004) sono composte da 26 puntate ciascuna.
La settima stagione (2004-2005) è composta da 30 puntate. L'ottava stagione (2005-2006) è composta da 27 puntate.
Poi le puntate si accorciano dalla durata classica della prima serata alla durata delle soap pomeridiane giornaliere. La nona stagione (2007) è composta da 240 puntate. La decima ed ultima stagione (2008) è composta da 160 puntate.

## Riconoscimenti
- Vanessa Gravina è l'unica interprete di Incantesimo a vincere due premi per il suo ruolo nella serie, ottenendo prima il Premio Televisivo al Festival di Salerno in 2001 mentre le puntate con lei erano ancora in onda, e poi nel 2002 vincendo la Grolla d'Oro.
- Anche Alessio Boni, insieme alla Gravina, ha ricevuto il Premio Televisivo per il suo ruolo nei panni di Marco Oberon, al Festival di Salerno 2001.
- Samuela Sardo ha vinto la Grolla d'Oro per la sua interpretazione nella settima ed ottava stagione di Incantesimo, nei panni di Giulia Donati.
- Giuseppe Pambieri ha ricevuto la Telegrolla in 2008 per il suo ruolo di Diego Olivares.